# 関政幸
関 政幸（せき まさゆき、1979年〈昭和54年〉9月25日 - ）は、日本の政治家、弁護士。千葉県議会議員（4期）。

## 経歴

### 政界入りまで
神奈川県海老名市出身。千葉市立土気南中学校、千葉県立千葉東高等学校を経て、2002年3月、早稲田大学商学部を卒業。2003年、2004年、2005年と司法試験を受験、2005年10月に司法試験に合格し。2007年9月に弁護士登録と同時に堂野法律事務所へ入所。

### 政界入り

#### 県議会議員時代
2011年4月の第17回統一地方選挙にて千葉県議会選挙に千葉市緑区から出馬し、初当選（21,037票）。
2015年4月の第18回統一地方選挙にて千葉県議会選挙に千葉市緑区から出馬し、再選（22,261票）。
2019年4月の第19回統一地方選挙にて千葉県議会選挙に千葉市緑区から出馬し、3選（23,296票）。

#### 県知事選挙出馬
2020年11月27日、翌年行われる千葉県知事選挙において自由民主党千葉県連が関の擁立を決定。同月30日、会見で正式に出馬を表明した。しかし、出馬の出遅れは否めず、結果、立憲民主党や国民民主党、日本維新の会の各県支部や自由民主党の石井準一参議院議員などから支援を受けた熊谷俊人に100万票以上の差をつけられるという惨敗に終わった。
その後、2023年4月の第20回統一地方選挙にて千葉県議会選挙に千葉市緑区から出馬し、無投票で4選し約2年振りに復帰した。

## 著書
- 東京弁護士会二一会研究部『図解でわかる民法大改正―これだけは知っておきたい』自由国民社、2012年2月9日。ISBN 978-4426113865。
- 「民法がこんなに変わる! 」執筆委員会（著）、中里妃沙子（監修）『決定版 民法がこんなに変わる!』自由国民社、2017年9月2日。ISBN 978-4426123635。

## 寄稿
- 関政幸「千葉県AEDの使用及び心肺蘇生法の実施の促進に関する条例」『季刊　自治体法務研究　2017年夏号』、一般財団法人地方自治研究機構、2017年5月。